# Schempp-Hirth Discus-2
El Schempp-Hirth Discus-2 es un planeador alemán de la Clase Standard producido por Schempp-Hirth desde 1998. Reemplazó al muy exitoso Schempp-Hirth Discus.

## Diseño y desarrollo
En planta, la forma casi de media luna del borde de ataque es similar a la del Discus, pero se desarrolla en tres etapas. Se utiliza un nuevo perfil alar. El ángulo diedro hacia las puntas alares fue muy aumentado comparado con el del Discus. Los winglets son un extra opcional. La versión inicial con fuselaje estrecho se llama Discus-2a, y la de fuselaje más ancho, -2b. El fuselaje fue diseñado específicamente para ser altamente resistente a los impactos. En servicio con la Fuerza Aérea de los Estados Unidos, es conocido como TG-15B.
El Discus-2 también ha tenido éxito, aunque la competencia del Rolladen-Schneider LS8 y del Alexander Schleicher ASW 28 ha significado que el Discus-2 no se haya vendido en tan grandes cantidades como su predecesor, que no tuvo rival durante años.

### Versión de 18 m
Una versión con 18 m de envergadura, con la opción de puntas alares más pequeñas para volar como planeador de la Clase Standard, fue lanzada en 2004 y designada Discus-2c.
Cuando está equipado con un pequeño motor sostenedor (Turbo) es designado Discus-2cT.

## Variantes
Discus-2a
Versión de producción con envergadura de 15 m y cabina estrecha. Anchura de 0,54 m y altura de 0,75 m.
Discus-2b
Versión de producción con envergadura de 15 m y cabina más ancha. Anchura de 0,62 m y altura de 0,81 m.
Discus-2T
Versión "Turbo" con envergadura de 15 m y motor sostenedor de dos tiempos y dos cilindros SOLO 2350 de 15,3 kW (20,5 hp).
Discus-2c
Versión de producción con envergadura de 15 m o de 18 m.
Discus-2cT
Versión "Turbo" con envergadura de 15 m o de 18 m y motor sostenedor de dos tiempos y dos cilindros SOLO 2350 de 15,3 kW (20,5 hp).
Discus-2c FES
Versión de producción con envergadura de 15 m o de 18 m, equipada con un motor eléctrico frontal sostenedor.
TG-15B
Designación dada a 3 Discus-2b en servicio en la Academia de la Fuerza Aérea de los Estados Unidos.

## Operadores
Estados Unidos
- Fuerza Aérea de los Estados Unidos

## Especificaciones (Discus-2a)
Referencia datos: Schempp-hirth

### Características generales
- Tripulación: Uno (piloto)
- Capacidad: 200 kg de lastre de agua, más 7,8 kg en depósito en la cola
- Longitud: 6,4 m (21 ft)
- Envergadura: 15 m (49,2 ft)
- Altura: 1,3 m (4,3 ft)
- Superficie alar: 10,2 m² (109,4 ft²)
- Perfil alar: DFVLR HQ[6]
- Peso vacío: 242 kg (533,4 lb)
- Peso máximo al despegue: 525 kg (1157,1 lb)
- Alargamiento: 22,2

### Rendimiento
- Velocidad nunca excedida (Vne): 250 km/h (155 MPH; 135 kt)
- Carga alar: 30,7-51,7 kg/m2 (6,3-10,6 lb/sq ft)
- Velocidad máxima para maniobras: 200 km/h
- Tasa máxima de planeo: 42
- Régimen de descenso: 0,59 m/s (116 pies/min)

## Aeronaves relacionadas

### Aeronaves similares
- Rolladen-Schneider LS8
- Schleicher ASW 28

### Secuencias de designación
- Secuencia TG-_ (Planeadores de Entrenamiento estadounidenses, 1962-presente): ← TG-11 - TG-12 - TG-14 - TG-15A/B - TG-16